# Kammu
Keizer Kammu (桓武天皇, Kanmu-tennō, 737-806) was de vijftigste keizer van Japan volgens de traditionele volgorde. Hij regeerde van 781 tot 806.

## Genealogie
Voor zijn troonsbestijging was de persoonlijke naam (imina) van Kammu, Yamabe-shinnō (Yama-no Bu-no shinno). Hij was de oudste zoon van keizer Konin. Zijn moeder, Takano no Niigasa, was een afstammeling van koning Muryeong van Baekje.
Aanvankelijk werd de halfbroer van Kammu tot kroonprins gemaakt, maar na de dood van Konin was het toch Kammu die hem opvolgde.
Kammu had 16 keizerinnen, en kreeg met hen 32 kinderen. Drie van hen zouden later ook over Japan regeren als respectievelijk Heizei, Saga en Junna.

## Leven
Een van de eerste acties die Kammu ondernam, was het bouwen van een nieuwe hoofdstad. In 784 verplaatste hij het hof van Heijo (Nara) naar deze nieuwe hoofdstad, Nagaoka. Deze stad voldeed echter niet, en in 794 werd opnieuw een nieuwe hoofdstad betrokken, Heian. Deze stad, later bekend onder de naam Kioto, bleef tot 1868 de keizerlijke residentie.
Kammu was ook op andere fronten actief. Zo probeerde hij een overheidshiërarchieën en functies te consolideren.
Kammu ondernam een paar pogingen zijn rijk uit te breiden, maar in 789 leidde dit tot een opstand waarbij zijn leger werd verslagen.
* Regent Jingu staat niet op de traditionele lijst.